# Tensor
Tensoren zijn wiskundige objecten uit de lineaire algebra en de differentiaalmeetkunde die als generalisatie van vectoren en matrices kunnen worden beschouwd. Augustin-Louis Cauchy was een van de wiskundigen die in 1822 de basis legde voor de tensorrekening. Tensoren vinden hun oorsprong in de natuurkunde en werden pas later in de wiskunde gepreciseerd. Tensoren komen in de algemene relativiteitstheorie veel voor, maar ook in de differentiaalmeetkunde en daardoor ook in de materiaalkunde. Denk aan vervorming van voorwerpen.   

## Definities
Er zijn verschillende definities van het begrip tensor. Hoewel ze op het eerste gezicht zeer verschillend zijn, beschrijven ze toch hetzelfde meetkundige concept, zij het in verschillende termen en niveaus van abstractie.
Tensoren worden ingedeeld naar type {\displaystyle (m,n)}, met {\displaystyle m} en {\displaystyle n} natuurlijke getallen. Daarvan duidt het getal {\displaystyle m} op het aantal zogenaamde contravariante indices en {\displaystyle n} op het aantal covariante indices. In totaal zijn er zo {\displaystyle m+n} indices, die elk {\displaystyle p} waarden kunnen aannemen, met {\displaystyle p} de dimensie van de ruimte. Een tensor van type {\displaystyle (m,n)} wordt gegeven door {\displaystyle p^{m+n}} getallen, namelijk één getal voor elke combinatie van indexwaarden.
Afhankelijk van de context wordt met een tensor vaak een entiteit op zichzelf bedoeld, onafhankelijk van het coördinatenstelsel. Als een tensor wordt gegeven door de {\displaystyle p^{m+n}} getallen, moet men er dus bijzeggen voor welk coördinatenstelsel deze gelden. Voor een ander coördinatenstelsel, met toepassing van een basistransformatie van de onderhavige vectorruimte, kan men de getallen omrekenen. De termen contravariant en covariant geven daarbij aan hoe de betrokken indices getransformeerd moeten worden.
Er wordt met een tensor ook vaak een tensorveld bedoeld, dat wil zeggen een tensor afhankelijk van positie of ruimtetijdpositie.

### Als meerdimensionale rij
Een vector {\displaystyle v} is voor te stellen als een eendimensionale getallenrij {\displaystyle (v^{1},\ldots ,v^{n})} die samen met de bijbehorende geordende basis {\displaystyle (e_{1},\ldots ,e_{n})} de vector bepaalt:
{\displaystyle v=\sum _{i=1}^{n}v^{i}e_{i}=v^{i}e_{i}},
waarin de laatste uitdrukking volgens de einstein-sommatieconventie hetzelfde betekent als de daaraan voorafgaande som.
Analoog is een {\displaystyle n\times n}-matrix {\displaystyle A} een tweedimensionale getallenrij {\displaystyle A_{k}^{r}}, waarin {\displaystyle A_{k}^{r}} het element van {\displaystyle A} is op de {\displaystyle r}-de rij en in de {\displaystyle k}-de kolom. De matrix {\displaystyle A} stelt een afbeelding voor die de basisvector {\displaystyle e_{k}} afbeeldt op de beeldvector 
{\displaystyle A_{k}^{1}e_{1}+\ldots +A_{k}^{n}e_{n}=A_{k}^{r}e_{r}}
Een tensor {\displaystyle T}, als generalisatie van deze begrippen, is een meerdimensionale getallenrij. Voor {\displaystyle m+n} dimensies wordt het element met indices {\displaystyle i_{1},\ldots ,i_{m},i_{m+1},\ldots ,i_{m+n}} aangegeven door:
{\displaystyle T_{i_{m+1},\ldots ,i_{m+n}}^{i_{1},\ldots ,i_{m}}}
Daarbij wordt onderscheid gemaakt tussen de zogeheten contravariante indices, die als bovenindices genoteerd worden en covariante indices, genoteerd als onderindices. Een dergelijke tensor wordt van het type {\displaystyle (m,n)} genoemd, met {\displaystyle m} dus het aantal contravariante indices, en {\displaystyle n} het aantal covariante.
Bij overgang op nieuwe basisvectoren {\displaystyle ({\hat {e}}_{1},\ldots ,{\hat {e}}_{n})}, gegeven in termen van de oude door
{\displaystyle {\hat {e}}_{i}=R_{i}^{j}e_{j}}
worden de coördinaten {\displaystyle ({\hat {v}}^{1},\ldots ,{\hat {v}}^{n})} van de vector {\displaystyle v} met betrekking tot de nieuwe basis bepaald door:
{\displaystyle {\hat {v}}^{i}=(R^{-1})_{j}^{i}v^{j}}
De coördinaten transformeren dus tegengesteld (via {\displaystyle R^{-1}}) aan de basisvectoren die via {\displaystyle R} transformeren. De vector heet daarom contravariant en de indices van de coördinaten eveneens contravariant. Zij worden genoteerd als bovenindices. Een contravariante vector is daarmee een tensor van type (1,0).
Voor de getransformeerde matrix {\displaystyle {\hat {A}}} geldt:
{\displaystyle {\hat {A}}=R^{-1}AR}
De elementen van {\displaystyle {\hat {A}}} worden dus gegeven door:
{\displaystyle {\hat {A}}_{k}^{r}=(R^{-1})_{i}^{r}A_{j}^{i}R_{k}^{j}}
De rij-indices van de matrixelementen transformeren dus via {\displaystyle R^{-1}}, dus contravariant, en de kolomindices via {\displaystyle R}, dus covariant. Daarom is de rij-index als bovenindex geschreven en de kolomindex als onderindex. Een matrix is dus een tensor van type (1,1).
De elementen van de tensor 
{\displaystyle T_{i_{m+1},\ldots ,i_{m+n}}^{i_{1},\ldots ,i_{m}}}
van type {\displaystyle (m,n)}, worden dus als volgt getransformeerd:
{\displaystyle {\hat {T}}_{i_{m+1},\ldots ,i_{m+n}}^{i_{1},\ldots ,i_{m}}=(R^{-1})_{j_{1}}^{i_{1}}\cdots (R^{-1})_{j_{m}}^{i_{m}}R_{i_{m+1}}^{j_{m+1}}\cdots R_{i_{m+n}}^{j_{m+n}}T_{j_{m+1},\ldots ,j_{m+n}}^{j_{1},\ldots ,j_{m}}}.

### Als multilineaire afbeelding
Deze definitie beschouwt een tensor als een multilineaire afbeelding. Een tensor van type {\displaystyle (m,n)}, dus met {\displaystyle m} contravariante en {\displaystyle n} covariante indices, is een afbeelding:
{\displaystyle T\colon \underbrace {V^{*}\times \ldots \times V^{*}} _{m{\text{ kopieën}}}\times \underbrace {V\times \ldots \times V} _{n{\text{ kopieën}}}\ \to \mathbb {R} }
die lineair is in elk van z'n argumenten. Daarbij is {\displaystyle V} een vectorruimte en {\displaystyle V^{*}} de bijbehorende duale vectorruimte.
De tensor {\displaystyle T} van type {\displaystyle (m,n)} beeldt een combinatie van elementen van de basis {\displaystyle (e_{b})} van {\displaystyle V} en elementen van de bijbehorende canonieke duale basis {\displaystyle (e^{a})} van {\displaystyle V^{*}} af op:
{\displaystyle T_{b_{1}\dots b_{n}}^{a_{1}\dots a_{m}}=T(e^{a_{1}},\ldots ,e^{a_{m}},e_{b_{1}},\ldots ,e_{b_{n}})},
een {\displaystyle m+n}-dimensionale rij coördinaten (vaak ook componenten genoemd) van {\displaystyle T}.

### In de vorm van een tensorproduct
Tensors worden ingevoerd als elementen van het tensorproduct van twee of meer vectorruimten. Dit tensorproduct wordt voortgebracht door het tensorproduct van de basisvectoren van elk van die ruimten. Als {\displaystyle (V_{a})} de vectorruimten over eenzelfde lichaam (Ned) / veld (Be) {\displaystyle K} zijn en {\displaystyle E_{a}=\{e_{ai}|a=1,2,\ldots \}} bases van deze ruimten zijn, wordt het tensorproduct van de ruimten {\displaystyle (V_{a})} genoteerd als
{\displaystyle V_{1}\otimes V_{2}\otimes \ldots }
Dit tensorproduct heeft een basis die bestaat uit de tensorproducten van de vectoren uit de bases {\displaystyle (E_{a})}:
{\displaystyle e_{1i_{1}}\otimes e_{2i_{2}}\otimes \ldots }
Deze tensorproducten vormen een nieuw soort elementen, die op formele wijze een combinatie zijn van de basisvectoren.
In het bijzonder heeft het {\displaystyle n}-voudige tensorproduct van {\displaystyle V} met zichzelf
{\displaystyle \bigotimes _{i=1}^{n}V=V^{\otimes n}=\underbrace {V\otimes \ldots \otimes V} _{\text{n keer}}}
de natuurlijke basis
{\displaystyle \{e_{a_{1}}\otimes \ldots \otimes e_{a_{n}}|a_{i}=1,2,\ldots \}}
Een {\displaystyle n}-de orde tensor {\displaystyle T} uit dit tensorproduct heeft ten opzichte van de natuurlijke basis de componenten
{\displaystyle T^{a_{1}\ldots a_{n}}e_{a_{1}}\otimes \ldots \otimes e_{a_{n}}}
Als de vectorruimte {\displaystyle V} dimensie {\displaystyle p} heeft, dan zijn er {\displaystyle p^{n}} dergelijke componenten, te rangschikken in een {\displaystyle n}-dimensioniale hyperkubus van getallen.
Analoog worden ook de elementen van de tensorproducten van de duale vectorruimte {\displaystyle V^{*}}, tensoren genoemd. Om onderscheid te maken, worden de basisvectoren van {\displaystyle V^{*}} meestal met bovenindices genoteerd (zoals boven ook al gedaan), zodat de componenten van een "duale" tensor onderindices krijgen, bijvoorbeeld
{\displaystyle T=T_{ab}e^{a}\otimes e^{b}}
Een tensor van de orde {\displaystyle (m,n)} is dan een element van het tensorproduct:
{\displaystyle \underbrace {V\otimes \ldots \otimes V} _{m{\text{ kopieën}}}\otimes \underbrace {V^{*}\otimes \ldots \otimes V^{*}} _{n{\text{ kopieën}}}=V^{\otimes m}\otimes V^{*\otimes n}}

## Identificatie van vectorruimte en duale vectorruimte
Een vectorruimte met een niet-gedegenereerde bilineaire vorm {\displaystyle g_{ij}v^{i}w^{j}} wordt op canonieke wijze geïdentificeerd met zijn eigen duale vectorruimte. Zij {\displaystyle v} een willekeurige vector van {\displaystyle V}. Dan is de afbeelding
{\displaystyle v^{*}:V\to \mathbb {R} :w\mapsto g_{ij}v^{i}w^{j}}
lineair, dus een element van de duale ruimte {\displaystyle V^{*}}. De afbeelding
{\displaystyle *:V\to V^{*}:v\mapsto v^{*}}
is een isomorfisme van vectorruimten.
Boven kozen we de basisvectoren {\displaystyle \mathbf {e} ^{j}} van de duale ruimte zo dat {\displaystyle \mathbf {e} ^{j}\mathbf {e} _{i}=\delta _{ij}}, zodat {\displaystyle wv=w_{i}v^{i}}, maar in plaats daarvan kunnen we hier ook {\displaystyle \mathbf {e} ^{j}\mathbf {e} _{i}=g_{ij}} kiezen, zodat {\displaystyle wv=g_{ij}v^{i}w^{i}}.
Het omgekeerde isomorfisme van vectorruimten wordt bekomen door de inverse van de matrix {\displaystyle (g_{ab})_{b}^{a}} te berekenen, men noteert hem met bovenindices:
{\displaystyle g=g^{ij}e_{i}\otimes e_{j}}
Het feit dat de matrices {\displaystyle (g_{ab})_{b}^{a}} en {\displaystyle (g^{ij})_{j}^{i}} elkaars inverse zijn, uit zich in de formule
{\displaystyle g_{ij}g^{jk}=\delta _{i}^{k}}

## Symmetrie
In sommige gevallen is een tensor symmetrisch of antisymmetrisch. Voor een symmetrische tensor geldt: {\displaystyle T_{ab}=T_{ba}}. Voor een antisymmetrische tensor geldt {\displaystyle T_{ab}=-T_{ba}}. In het algemeen is een tensor noch symmetrisch, noch antisymmetrisch.
Elke tensor {\displaystyle T} heeft een symmetrisch deel {\displaystyle S} en een antisymmetrisch deel {\displaystyle A}, bepaald door
- {\displaystyle S_{ab}={\tfrac {1}{2}}(T_{ab}+T_{ba})}
- {\displaystyle A_{ab}={\tfrac {1}{2}}(T_{ab}-T_{ba})}

Het symmetrische en antisymmetrische deel van een tensor bevatten samen evenveel informatie als de originele tensor.
Deze regels kunnen uitgebreid worden voor tensoren van willekeurige orde (zie externe links).

## Voorbeeld: type (0,0)
Een (0,0)-tensor wordt gegeven door één getal, met de eenheid. Het getal met eenheid is onafhankelijk van het coördinatenstelsel. Het is een scalair in de meest strikte zin, ook strikter dan een lorentzscalair.
Volgens de systematiek om een tensor te beschouwen als een lineaire afbeelding is de tensor een lineaire afbeelding van de verzameling 0-tupels  naar de verzameling reële getallen. De verzameling 0-tupels heeft één element; als een tupel wordt gezien als een afbeelding van de indexverzameling naar {\displaystyle V}, is dit element de lege functie. Een (0,0)-tensor is een afbeelding van de verzameling met dit ene element naar de verzameling reële getallen en wordt dus gegeven door één reëel getal. De afbeelding is "lineair in elk van zijn nul argumenten", niet te verwarren met een afbeelding die lineair is in dit domein gezien als vectorruimte, want dan zou de waarde nul zijn.

## Voorbeeld: type (1,0)
Een tensor van type (1,0) is een gewone vector over het lichaam (Ned) / veld (Be) {\displaystyle K}. Hij heeft één contravariante index (in tensornotatie genoteerd als bovenindex) die {\displaystyle p} waarden kan aannemen, met {\displaystyle p} de dimensie van de ruimte. Zo'n tensor wordt voor een gegeven basis dus gegeven door {\displaystyle p} getallen, kentallen of coördinaten genoemd. De vector wordt veelal opgevat als kolomvector met deze getallen. Voor een coördinatenstelsel met een andere basis kan men de getallen omrekenen met behulp van de vierkante matrix {\displaystyle R} die bij de basistransformatie hoort:
{\displaystyle {\hat {v}}^{i}=(R^{-1})_{j}^{i}v^{j}} (contravariant omrekenen)
Volgens de systematiek om een tensor te beschouwen als een lineaire afbeelding is de tensor een lineaire afbeelding
{\displaystyle T:V^{*}\to K}
Daarbij is {\displaystyle V^{*}} de duale vectorruimte behorende bij een vectorruimte {\displaystyle V}, die uit alle lineaire functionalen op {\displaystyle V} bestaat, dat wil zeggen de lineaire afbeeldingen naar {\displaystyle K}.
Als een basis van {\displaystyle V^{*}} wordt gekozen wordt de tensor gegeven door {\displaystyle p} getallen, verkregen door de tensor op de betreffende basisvectoren toe te passen:
{\displaystyle T(e^{i})=T^{i}}

## Voorbeeld: type (0,1)
Een tensor van type (0,1) is een lineaire functionaal
{\displaystyle T:V\to K}
Als een basis van {\displaystyle V} wordt gekozen wordt de tensor gegeven door {\displaystyle p} getallen, verkregen door de tensor op de basisvectoren toe te passen:
{\displaystyle T(e_{i})=T_{i}}
Er is dus één covariante index (genoteerd als onderindex) die {\displaystyle p} waarden kan aannemen, met {\displaystyle p} de dimensie van de ruimte.

## Voorbeeld: type (0,2)
Een tensor van type (0,2) is een bilineaire afbeelding
{\displaystyle T:V\times V\to K}
Daarbij is {\displaystyle V} een vectorruimte.
De tensor {\displaystyle T} beeldt een combinatie van twee elementen van de basis {\displaystyle (e_{b})} van {\displaystyle V} af op {\displaystyle T_{ij}=T(e_{i},e_{j})}
{\displaystyle {\hat {T}}_{ij}=R_{i}^{k}R_{j}^{l}T_{kl}}
Het tensorproduct {\displaystyle V\otimes V} heeft een basis die bestaat uit de {\displaystyle p^{2}} tensorproducten {\displaystyle e_{i}\otimes e_{j}}
Een belangrijk voorbeeld van een tensor van dit type is de metrische tensor {\displaystyle g}. De stelling van Pythagoras (in elke dimensie) is gebaseerd op deze tensor.

## Tensoranalyse
Met een tensor van een bepaald type kan voor elk ander type een tensor van dat andere type geassocieerd worden, die daar op een vaste manier van afgeleid wordt. Deze verschillende tensoren kunnen in de notatie als component die afhangt van indices geschreven worden met dezelfde letter, want de posities van de indices geven het onderscheid aan. Aangezien een tensor een entiteit is die onafhankelijk is van coördinaten/basisvectoren is het echter vaak handig om deze te beschouwen als afbeelding (zoals boven beschreven). Het onderscheid moet dan op andere wijze worden aangegeven, bijvoorbeeld met verschillende letters. Bij het omzetten van de ene tensor in de andere staan één vaste tensor, de metrische tensor {\displaystyle g_{ij}}, en zijn inverse {\displaystyle g^{ij}}, centraal:
- Indices verlagen: een superscriptindex kan een subscriptindex worden:

{\displaystyle A_{i}=g_{ij}A^{j}}
{\displaystyle T_{ac}=g_{ab}T_{c}^{b}}
- Indices verhogen: een subscriptindex kan een superscriptindex worden:

{\displaystyle A^{i}=g^{ij}A_{j}}
{\displaystyle T_{c}^{a}=g^{ab}T_{bc}}
- Contractie of verkleinen van een tensor kan door twee indices gelijk te stellen:

{\displaystyle T^{a}=T_{c}^{ac}}
- Twee indices verlagen:

{\displaystyle T_{\alpha \beta }=g_{\alpha \gamma }g_{\beta \delta }T^{\gamma \delta }}
- Twee indices verhogen:

{\displaystyle T^{\alpha \beta }=g^{\alpha \gamma }g^{\beta \delta }T_{\gamma \delta }}
Merk op dat {\displaystyle T^{\alpha \beta }} in het algemeen niet de inverse is van {\displaystyle T_{\gamma \delta }}, dit geldt alleen voor de metrische tensor. Als we bijvoorbeeld {\displaystyle T^{\alpha \beta }} met twee vermenigvuldigen dan wordt {\displaystyle T_{\gamma \delta }} ook met twee vermenigvuldigd, niet door twee gedeeld.
Uit {\displaystyle T_{c}^{a}=g^{ab}T_{bc}} volgt {\displaystyle g_{c}^{a}=g^{ab}g_{bc}=\delta _{c}^{a}}.
Uitgaande van {\displaystyle T_{j}} kunnen we dus construeren {\displaystyle T^{i}=g^{ij}T_{k}} (en omgekeerd), en vervolgens {\displaystyle T=T^{i}T_{i}}
Uitgaande van {\displaystyle T_{ij}} kunnen we construeren {\displaystyle T_{j}^{i}=g^{ik}T_{kj}} (en omgekeerd), en vervolgens {\displaystyle T=T_{i}^{i}}, bijvoorbeeld {\displaystyle g_{j}^{i}=g^{ik}g_{kj}=\delta _{j}^{i}}, en vervolgens {\displaystyle g=g_{i}^{i}=\delta _{i}^{i}=4}.

## P-tensor
Een voorbeeld van een veel gebruikte tensor in topologische stringtheorie is de P-tensor. Deze heeft de volgende bijzondere eigenschap:
{\displaystyle {\sqrt {P_{k}^{i}}}>P_{k}^{i}}
De tensor is een symmetrische tensor van de tweede orde, waarbij de componenten tussen nul en een liggen. De P-tensor komt voor bij de beschrijving van het "parameter-landschap" van het standaardmodel.

## Notatie
De notatie van tensoren varieert. Misner, Charles W., Thorne, Kip S. & Wheeler, John Archibald: Gravitation, Freeman, San Francisco, 1970 en latere uitgaven bevat een overzicht van de verschillende notaties.

## Websites
- Mathworld: Tensor